# Corazón salvaje
Corazón salvaje är en mexikansk telenovela från 1993 till 1994, med Edith González och Eduardo Palomo i huvudrollerna.

## Rollista (i urval)
- Edith González - Countess Mónica de Altamira Montero de Alcazar y Valle
- Eduardo Palomo - Juan "del Diablo" Alcázar y Valle/Francisco Alcázar y Valle